# Altona, Illinois
Altona je vas v Okrožju Knox v ameriški zvezni državi Illinois.
Po popisu prebivalstva iz leta 2000 v naselju živi 570 ljudi na 2,6 km².